# 소금옷

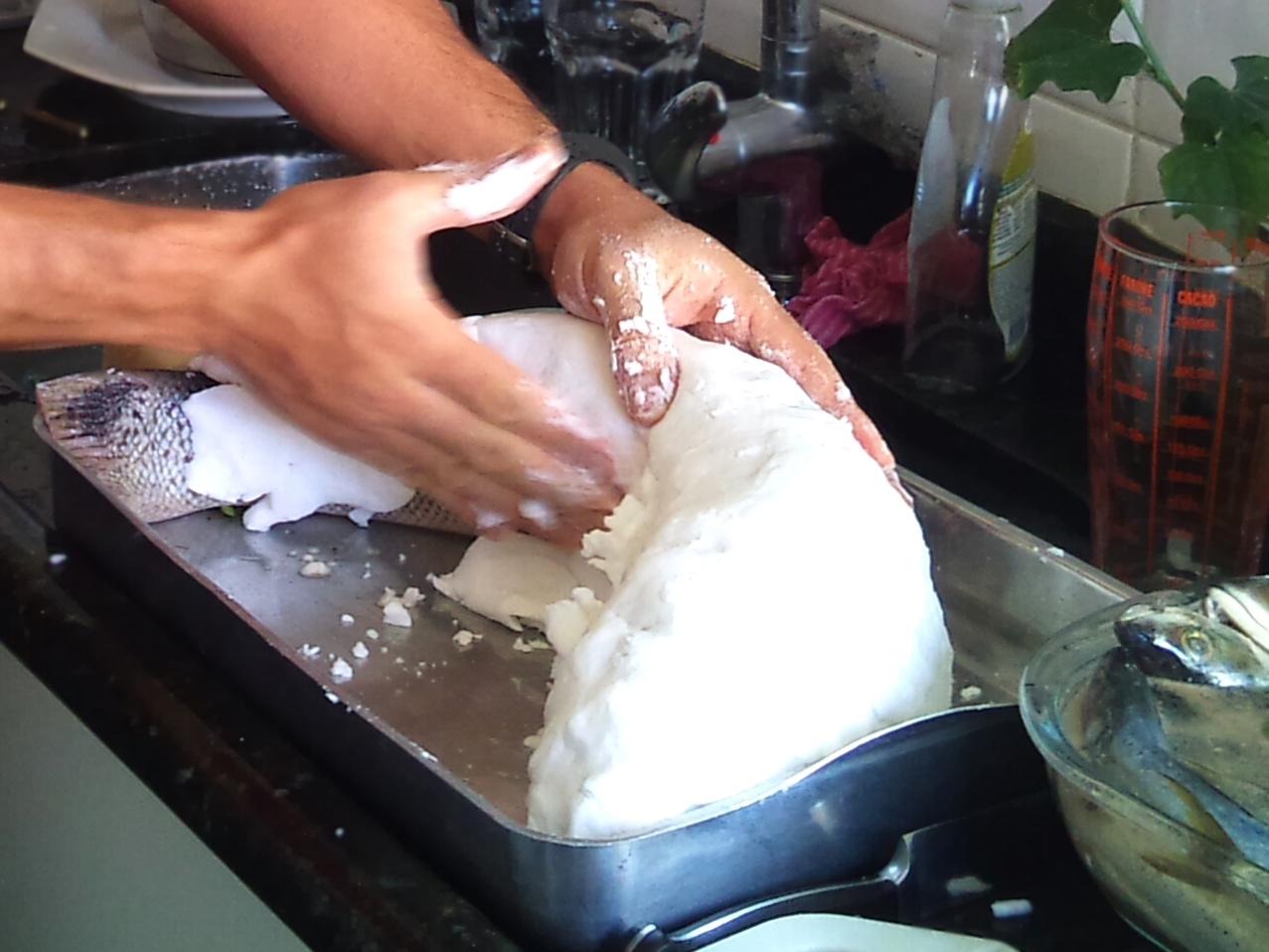
소금옷을 입힌 생선

소금옷(영어: salt crust 솔트 크러스트[*])은 재료에 소금과 달걀 흰자 등을 섞어 만든 모래 같은 "옷"을 입혀 익히는 조리법이다. 주로 바리 등 흰살생선을 소금옷 구이로 익힌다. 소금옷이 절연 효과를 내서 재료가 고르고 부드럽게 익으며, 로스팅과 찌기, 간하기가 동시에 이루어진다. 오븐에서 꺼낸 다음 단단한 껍데기가 된 소금옷을 깨트리고 먹는다.

## 사진

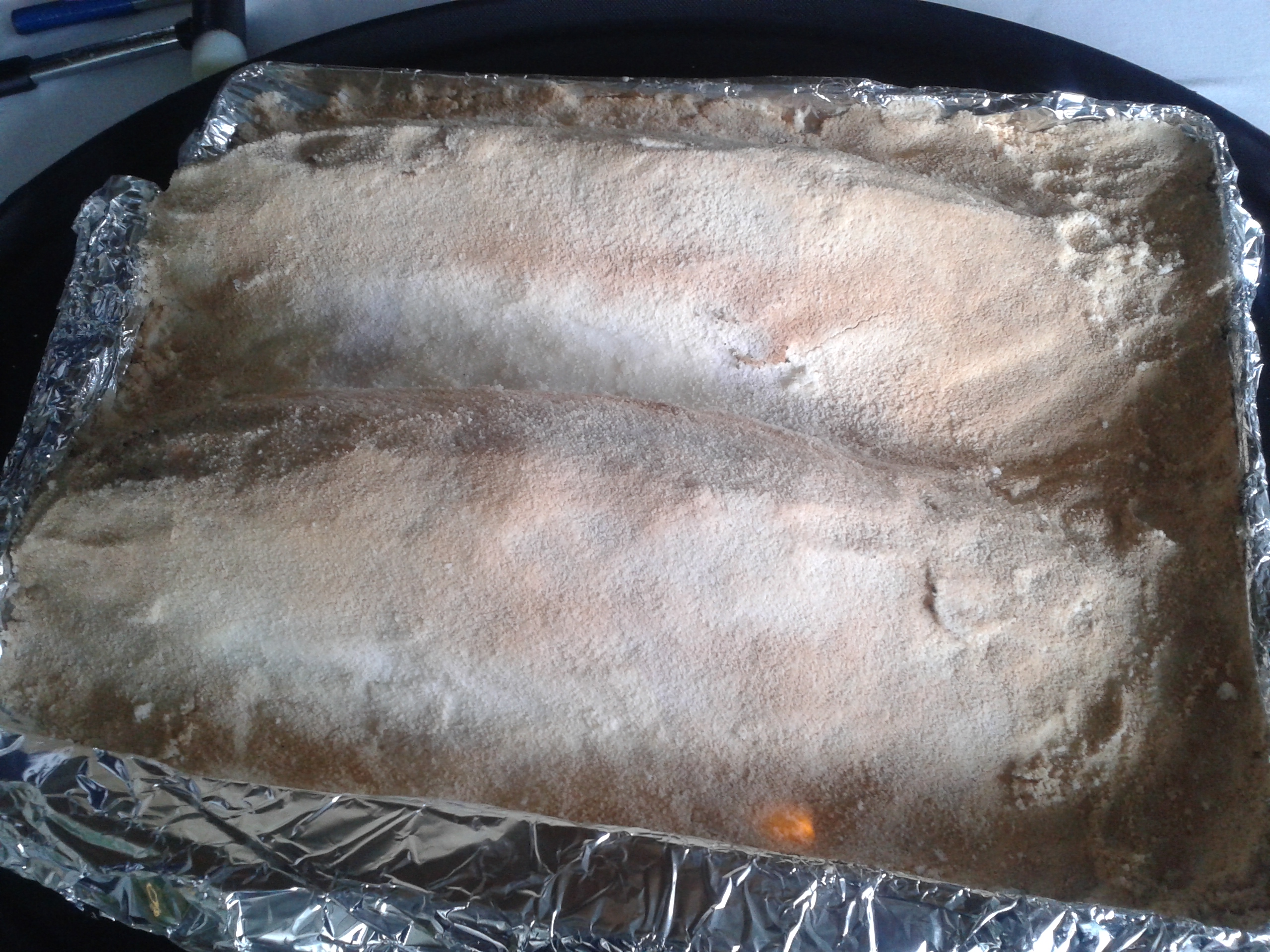
소금옷을 입혀 구운 생선
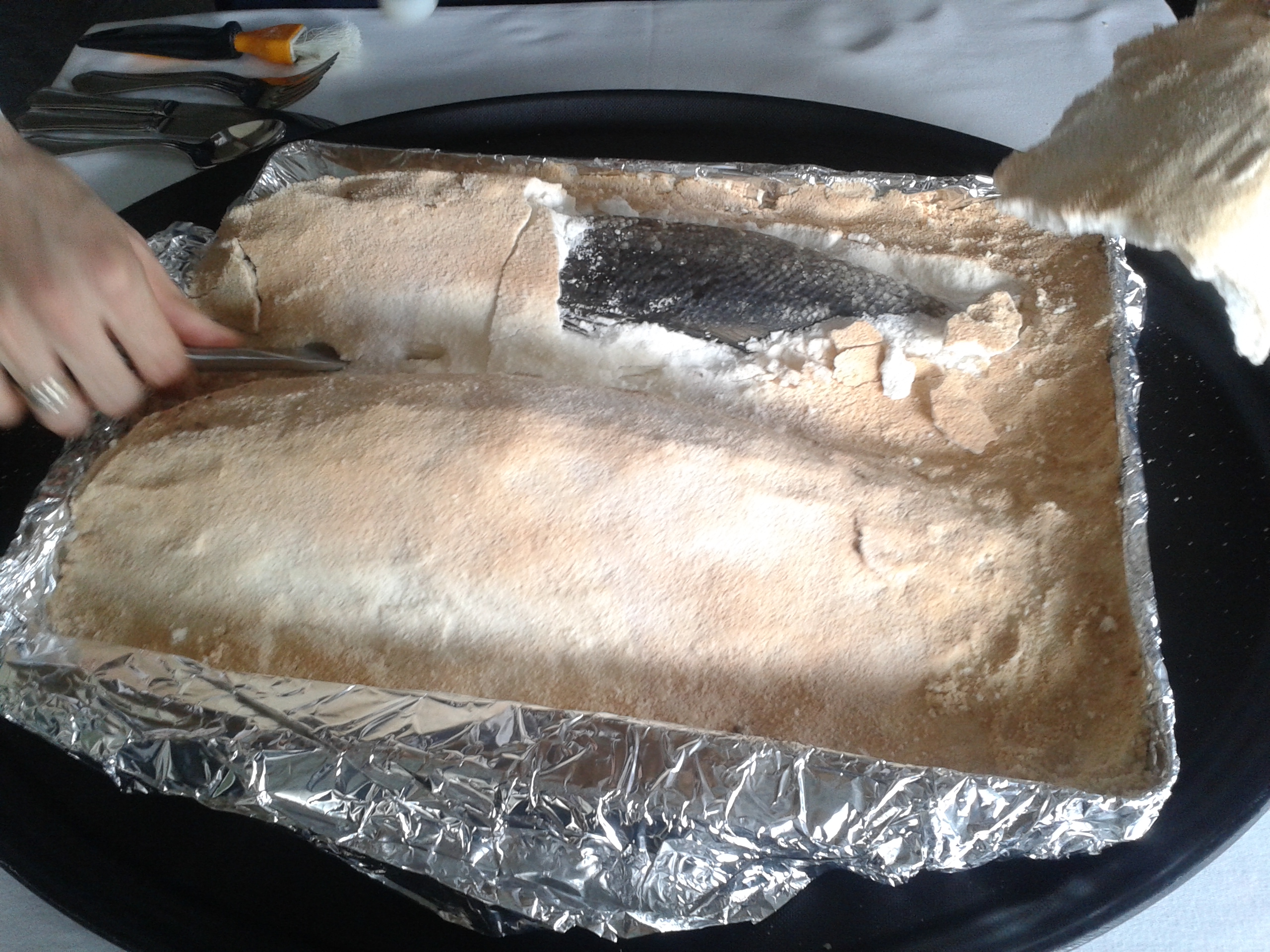
소금옷 깨트리기

## 같이 보기
- 소금구이
- 튀김옷